# Base militaire d'Al-Udeid
La base militaire d'Al-Udeid au Qatar est une base militaire américaine, la plus grande du Moyen-Orient,. En 2018, elle hébergeait environ 10 000 soldats américains (sur environ 60 000 déployés au Moyen-Orient), un contingent de la Royal Air Force britannique ainsi qu'une part significative des Forces armées qatariennes et françaises, pour un total d'environ 13 000 hommes.
Cette base est le siège du CENTCOM, le commandement des forces américaines au Moyen-Orient, installé au Qatar depuis 2002, et transféré de l'aéroport civil de Doha à Al-Udeid en 2006.
Sur le plan opérationnel, elle est une importante plate-forme pour les avions ravitailleurs KC-135, les bombardiers lourds, les avions de transport, et les avions de reconnaissance et de surveillance opérant au Moyen-Orient.
Emblème d’hégémonie américaine au Moyen-Orient, la base militaire d’Al-Udeid symbolise également le niveau élevé du partenariat de défense entre le Qatar et les États-Unis.

## Historique
Cette base a été utilisée pour la plupart des opérations militaires au Moyen-Orient depuis les attentats de 11 septembre 2001 :
- La guerre d'Afghanistan (2001-2021)
- La guerre d'Irak (2003-2011)
- La guerre contre l'Etat islamique en Irak et en Syrie (depuis 2014)[9]
- L'évacuation des Américains et de réfugiés afghans arrivés par avion de Kaboul lors du retrait des États-Unis d’Afghanistan en août 2021[8]

En janvier 2024, les États-Unis et le Qatar signent un accord pour renouveler de dix ans le contrat d'exploitation de cette base par l'armée américaine. Si le chef du Pentagone Lloyd Austin ne fait aucun commentaire sur le renouvellement du contrat au cours de son voyage au Qatar, il affirme toutefois que Washington et Doha « prendraient officiellement des mesures pour élargir et renforcer nos relations bilatérales en matière de défense ».
Le 23 juin 2025, la base est visée par des missiles iraniens. Téhéran confirme officiellement avoir mené cette frappe contre la plus vaste installation militaire américaine au Moyen-Orient, en soulignant qu’il s’agit d’une opération de représailles directe aux bombardements américains de la veille en Iran. Ces frappes américaines visaient plusieurs sites nucléaires iraniens considérés comme stratégiques,.